# Enevold Brandt
Enevold Brandt, född den 7 september 1738 i Köpenhamn, död den 28 april 1772, var en dansk adelsman.
Brandt blev redan 1764 assessor i höjesteret, men förvisades 1768 för ett försök att uttränga kung Kristian VII:s favorit, greve Holck. Som vän till Johann Friedrich Struensee kom han likväl 1770 åter i nåd och blev därefter maître des plaisirs vid den sinnessjuke kungens hov och dennes egentlige väktare. 1771 upphöjdes han jämte Struensee i grevligt stånd, blev grand maître de garderobe med titel excellens och fick överuppsikten över hela hovet samt teatrarna. 
Brandt tycks ha varnat Struensee för att fortgå på den farliga vägen, ja, till och med ha hyst planer om att störta honom, men han drogs med vid Struensees fall, fängslades den 17 januari 1772 och blev den 25 april dömd till döden för majestätsbrott, på grund av att han under en lek hårt slagit kungen. Tre dagar senare blev han halshuggen och steglad, då konungen i sin motvilja mot hans person inte ville benåda honom. 
Brandt var av allt att döma en obetydlig och obildad man, men inbilsk och njutningslysten; i sin välmakts dagar visade han sig mycket övermodig och anade efter sitt fall inte det hårda straff, som väntade honom. Svend Leopold har behandlat hans öden i sin roman Enevold Brandt, maître de plaisir (1900).